# Tell Sheikh Hamad

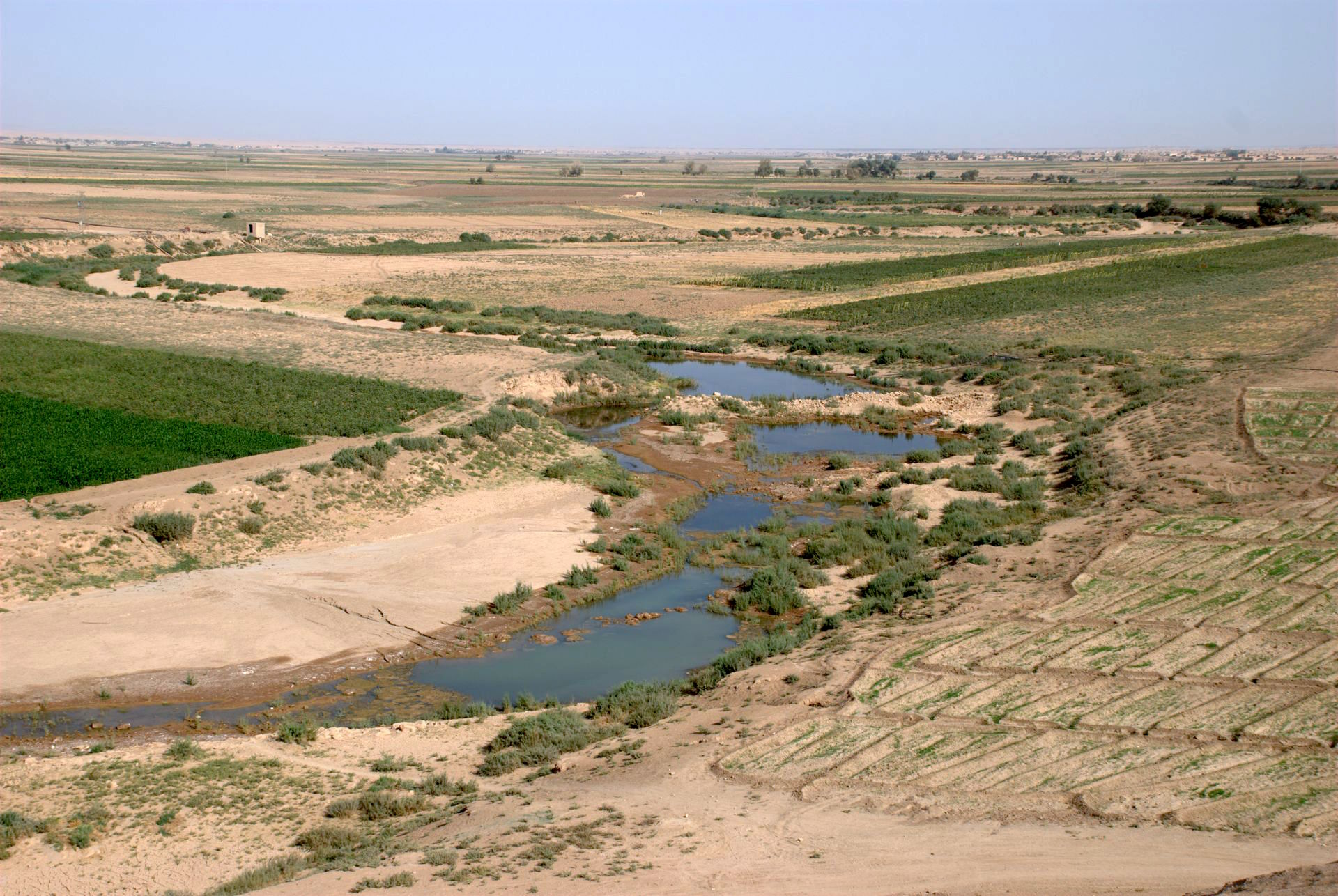
River Khabur at Sheikh Hamad

Tell Sheikh Hamad (en árabe: تل الشيخ حمد) es un sitio arqueológico en el este de Siria, en el curso inferior del río Jabur, un afluente del Éufrates. Entre los siglos X a VII aC, fue el sitio de la ciudad asiria de Dur-Katlimmu, que pudo haber sido fundada durante el reinado de Salmanasar I. El nombre Dur-Katlimmu puede referirse al limmu (un funcionario real designado) Ina-Aššur-šuma-asbat, hijo de Aššur-nadin-šume.
Durante el declive del imperio asirio (911-605 aC), secciones del ejército asirio se retiraron al rincón occidental de Asiria después de la caída de Nínive, Harran y Karkemish, y varios registros imperiales asirios sobreviven entre 604 aC y 599 aC en Dur-Katlimmu y sus alrededores, por lo que es posible que los restos de la administración y del ejército asirio siguieran resistiendo en la región durante algunos años.
Las excavaciones han recuperado 550 textos acadios cuneiformes y 40 textos arameos que pertenecieron pertenecientes a un guardia de alto rango de Asurbanipal.
Después de la caída del Imperio asirio, Dur-Katlimmu se convirtió en una de las muchas ciudades del Cercano y Medio Oriente llamadas Magdalu / Magdala / Migdal / Makdala / Majdal, todas las cuales son simplemente topónimos en lenguas semíticas que significan "elevación fortificada" o "torre".